# European Case Law Identifier
De European Case Law Identifier (ECLI, Europese identificatiecode voor jurisprudentie) is een unieke codering (uniform resource identifier) voor gerechtelijke uitspraken in de Europese Unie, zowel van nationale als van Europese gerechten.
Het is gebaseerd op 'Conclusies' van de Raad van ministers van de Europese Unie.
De ECLI bestaat uit:
- de afkorting: ECLI;
- de EU-landcode van de betreffende lidstaat, of van een internationale organisatie die deelneemt in het ECLI-systeem;
- een afkorting voor het gerecht waarvan de uitspraak afkomstig is, ofwel de gerechtscode,[4] (bijvoorbeeld HR voor de Hoge Raad der Nederlanden of RBMNE voor de Rechtbank Midden-Nederland; het parket van de Hoge Raad heeft de aparte code PHR);
- het jaar van de uitspraak;
- een code in een door de lidstaat bepaald formaat.

Alle onderdelen worden van elkaar gescheiden door een dubbelepunt.

## Landen

### Frankrijk
In Frankrijk gebruiken alleen de Conseil constitutionnel, de Cour de cassation en de Conseil d'État een European Case Law Identifier voor de codering van hun uitspraken. De landcode voor Frankrijk is FR.
De Conseil constitutionnel gebruikt als aanduiding voor het gerecht de afkorting CC. Na het jaar van de beslissing volgt een aanduiding die bestaat uit een serienummer en een code om het type beslissing aan te duiden, gescheiden door een punt. Een voorbeeld is ECLI:FR:CC:2014:2014.432.QPC, wat staat voor de uitspraak van de Conseil constitutionnel uit 2014 met serienummer 2014-432 en soort beslissing QPC (Question prioritaire de constitutionnalité, een toetsingsprocedure gebaseerd op artikel 61-1 van de Franse grondwet).
De Cour de cassation gebruikt als aanduiding voor het gerecht de afkorting CCASS. Na het jaar van de beslissing volgt een aanduiding die bestaat uit twee elementen, te weten eerst een afkorting die de kamer aanduidt die de uitspraak deed, gevolgd door de laatste vijf cijfers van een acht cijfers tellend identificatienummer. Een voorbeeld is ECLI:FR:CCASS:2014:C201756, wat staat voor de uitspraak van de tweede civiele kamer (C2) van de Cour de cassation uit 2014, waarvan de laatste vijf cijfers van het identificatienummer 01756 zijn.
De Conseil d'État gebruikt verschillende afkortingen om het gerecht aan te duiden, afhankelijk van de rechtsprekende formatie. De aanduiding begint altijd met CE en wordt gevolgd door een drieletterige nadere aanduiding. Zo staat de aanduiding CESEC voor de section du contentieux van de Conseil d'État. Na het jaar van de beslissing volgt een rangtelwoord dat bestaat uit twee door een punt gescheiden elementen, te weten het nummer van het verzoekschrift en de datum van het voorlezen van de beslissing in het formaat JJJJMMDD. Een voorbeeld is ECLI:FR:CESJS:2014:372193.20141126, wat staat voor de uitspraak van de zevende onderafdeling (CESJS staat voor een enkelvoudige onderafdeling of sous-section jugeant seule van de Conseil d'État) van 2014 met verzoekschriftnummer 372193, voorgelezen op 26 november 2014.
Uitspraken van de Conseil d'État en de Cour de cassation worden gepubliceerd op legifrance.gouv.fr. De uitspraken van de Conseil constitutionnel worden op conseil-constitutionnel.fr bekendgemaakt.

### Nederland
In Nederland krijgen gerechtelijke uitspraken, en ook conclusies van het parket van de Hoge Raad, sinds 28 juni 2013 een ECLI. Voorbeelden zijn ECLI:NL:PHR:2024:1142, ECLI:NL:GHDHA:2014:1799 en ECLI:NL:HR:2015:1284.
Uitspraken die reeds een Landelijk Jurisprudentie Nummer (LJN) hadden hebben die – in het laatste deel van de ECLI-code – behouden. ECLI:NL:HR:1919:AG1776 staat dus voor de uitspraak met (voormalig) Landelijk Jurisprudentie Nummer AG1776 uit het jaar 1919, uitgesproken door de Nederlandse (NL) Hoge Raad (HR). Dit is het arrest Lindenbaum/Cohen. Zowel uitspraken die na 28 juni 2013 zijn gedaan, als uitspraken die daarvoor reeds waren gedaan maar nog geen ECLI hadden, hebben een volgnummer met louter cijfers. Omdat ook steeds meer uitspraken in een interne databank van de Rechtspraak (het E-archief) een ECLI krijgen, hebben inmiddels zo'n 1,5 miljoen uitspraken een ECLI.
Een ECLI kan worden toegekend aan alle rechterlijke uitspraken binnen het Koninkrijk der Nederlanden, dus inclusief aan die gedaan door gerechten op Aruba, Curaçao en Sint Maarten en in het Caribisch deel van Nederland.
Een ECLI kan ook worden toegekend aan (bepaalde) tuchtrechtelijke uitspraken. Een voorbeeld is ECLI:NL:TAHVD:2015:109, verwijzend naar een beslissing d.d. 10 april 2015 van het Hof van Discipline.
Een alfabetische lijst met de — ook tuchtrechtelijke — Nederlandse gerechtscodes is gepubliceerd op Rechtspraak.nl. .

### Slovenië
Slovenië was in 2011 het land dat het eerste overging tot het invoeren van de European Case Law Identifier voor het Hooggerechtshof en de hoven van beroep. De landcode is SI, en de rechtbankcodes bestaan uit vier letters, zoals VSLJ voor het gerechtshof in Ljubljana (Višje sodišče v Ljubljani). De code die volgt op het jaartal is het reguliere volgnummer dat reeds door de Sloveense gerechten werd gebruikt, met dien verstande dat schuine strepen, spaties en andere speciale tekens vervangen worden door een punt. Een voorbeeld is ECLI:SI:VSRS:2014:II.IPS.213.2014, wat staat voor de uitspraak van (de civiele kamer van) het Hooggerechtshof van de Republiek Slovenië (Vrhovno sodišče Republike Slovenije) van 2014 met volgnummer II Ips 213/2014. De uitspraken worden gepubliceerd op de website Sodna Praksa.

### Overige landen
In een aantal landen van de EU wordt het ECLI gebruikt voor nieuwe uitspraken.

## Internationale organisaties
De Europese Unie heeft de landcode EU, die gebruikt wordt voor uitspraken van het Hof van Justitie (rechtbankcode: C), het Gerecht (rechtbankcode: T) en het voormalige Gerecht voor ambtenarenzaken (rechtbankcode: F). Wanneer in uitspraken van deze gerechten eerdere rechtspraak wordt geciteerd wordt de prefix "ECLI:" achterwege gelaten, om de verwijzing niet onnodig lang te maken.
Ook het Europees Octrooibureau en de Raad van Europa hebben de ECLI ingevoerd. Landcodes zijn respectievelijk EP (European Patent Office) en CE (Council of Europe).

## Voetnoten
1. ↑  Raadsconclusies waarin de invoering wordt aanbevolen van een Europese identificatiecode voor jurisprudentie (ECLI), en van een minimumaantal uniforme metagegevens betreffende jurisprudentie
2. ↑  Van Opijnen 2014, Paragraaf 4.5 is geheel aan ECLI gewijd..
3. ↑  De europese identificatiecode voor jurisprudentie (ECLI). Europees e-justitieportaal (17 november 2021). Gearchiveerd op 2 maart 2023. Geraadpleegd op 2 maart 2023.
4. ↑  Alle rechtbankcodes zijn te vinden op het Europees e-justitieportaal, voor Nederland bijvoorbeeld op De europese identificatiecode voor jurisprudentie (ECLI) - Nederland, Europees e-justitieportaal, laatst geraadpleegd op 16 april 2018. Ook opgeheven gerechten staan erbij, omdat de uitspraken nog van belang kunnen zijn. Van hieruit kan ook worden doorgeklikt naar andere landen. Gearchiveerd op 18 april 2023.
5. ↑  (nl)  De europese identificatiecode voor jurisprudentie (ECLI) - Frankrijk, Europees e-justitieportaal, laatst geraadpleegd op 29 november 2014. Gearchiveerd op 1 juli 2023.
6. ↑  Conseil constitutionnel 28 november 2014, ECLI:FR:CC:2014:2014.432.QPC.. Zie voor een lijst van afkortingen die het type beslissing aanduiden de website van de Conseil constitutionnel.
7. ↑  Cour de cassation, chambre civile (CCASS) 20 november 2014, ECLI:FR:CCASS:2014:C201756.. Zie voor een lijst van kameraanduidingen het Europees e-justitieportaal.
8. ↑  Conseil d'Etat, Sous-section jugeant seule (CESJS) 26 november 2014, ECLI:FR:CESJS:2014:372193.20141126.. Zie voor een lijst van formatieaanduidingen het Europees e-justitieportaal.
9. ↑  ECLI (en LJN)
10. ↑  bijvoorbeeld ECLI:NL:HR:1849:1
11. ↑  Op en in het web. Hoe de toegankelijkheid van rechterlijke uitspraken kan worden verbeterd (proefschrift). In het bijzonder par. 4.5.3.1. Gearchiveerd op 21 februari 2015.
12. ↑  Tuchtrecht. Gearchiveerd op 6 april 2023.
13. ↑  (sl)  Uvedba enotnega evropskega identifikatorja sodne prakse (ECLI), Hooggerechtshof van de Republiek Slovenië 30 september 2011, laatst geraadpleegd op 29 november 2014.
14. ↑  (nl)  De europese identificatiecode voor jurisprudentie (ECLI) - Slovenië, Europees e-justitieportaal, laatst geraadpleegd op 29 november 2014. Gearchiveerd op 1 juli 2023.
15. ↑  Zie voor een volledige lijst met rechtbankcodes en een aantal uitzonderingen het Europees e-justitieportaal.
16. ↑  Sodna Praksa. Geraadpleegd op 13 december 2018.
17. ↑  Citeerwijze voor de rechtspraak bij het Hof van Justitie van de Europese Unie op basis van de ECLI (European Case Law Identifier). Hof van Justitie van de Europese Unie. Geraadpleegd op 13 maart 2023.